# Lübecker Rat 1660
Der Rat der Hansestadt Lübeck im Jahr 1660.

## Bürgermeister
- Christoph Gerdes, seit 1627
- Hermann von Dorne, seit 1651.
- Gotthard von Höveln, seit 1654. Austritt aus dem Rat aus Protest gegen den Bürgerrezess vom 9. Januar 1669
- Gottschalk von Wickede, seit 1659, Zirkelgesellschaft

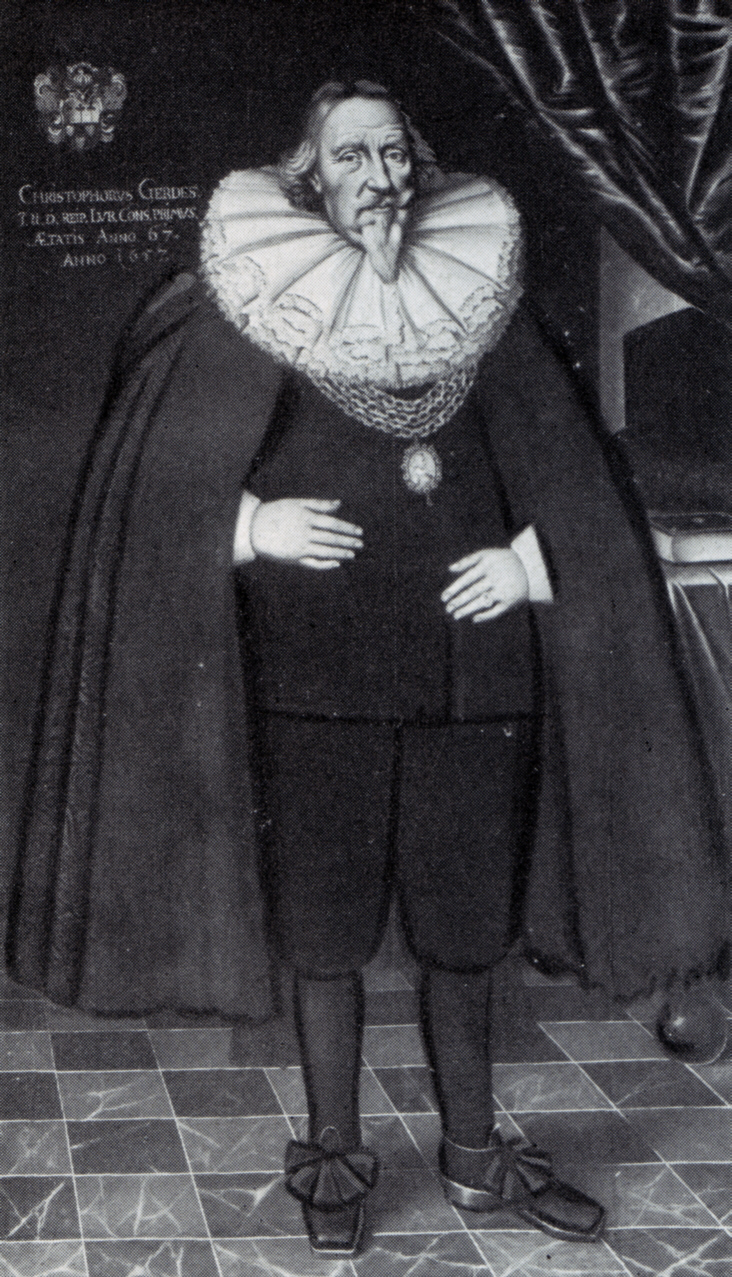
Christoph Gerdes
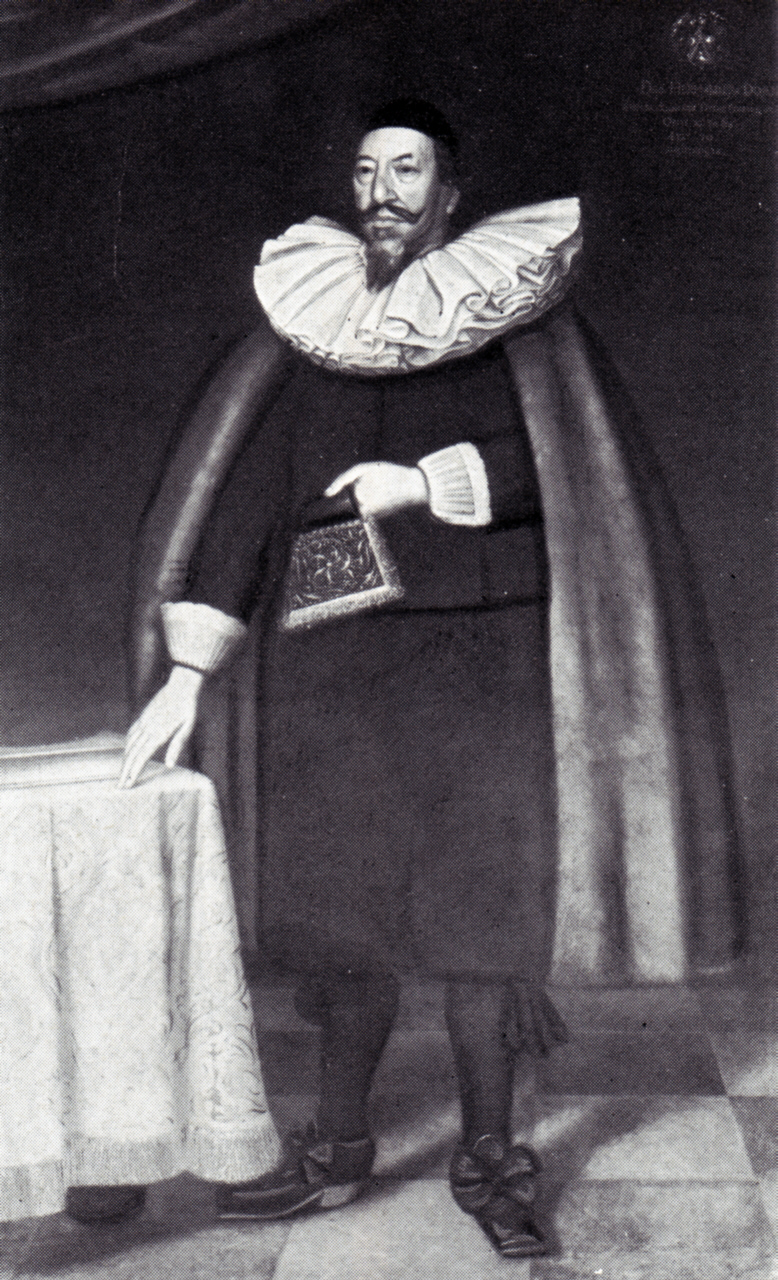
Hermann von Dorne
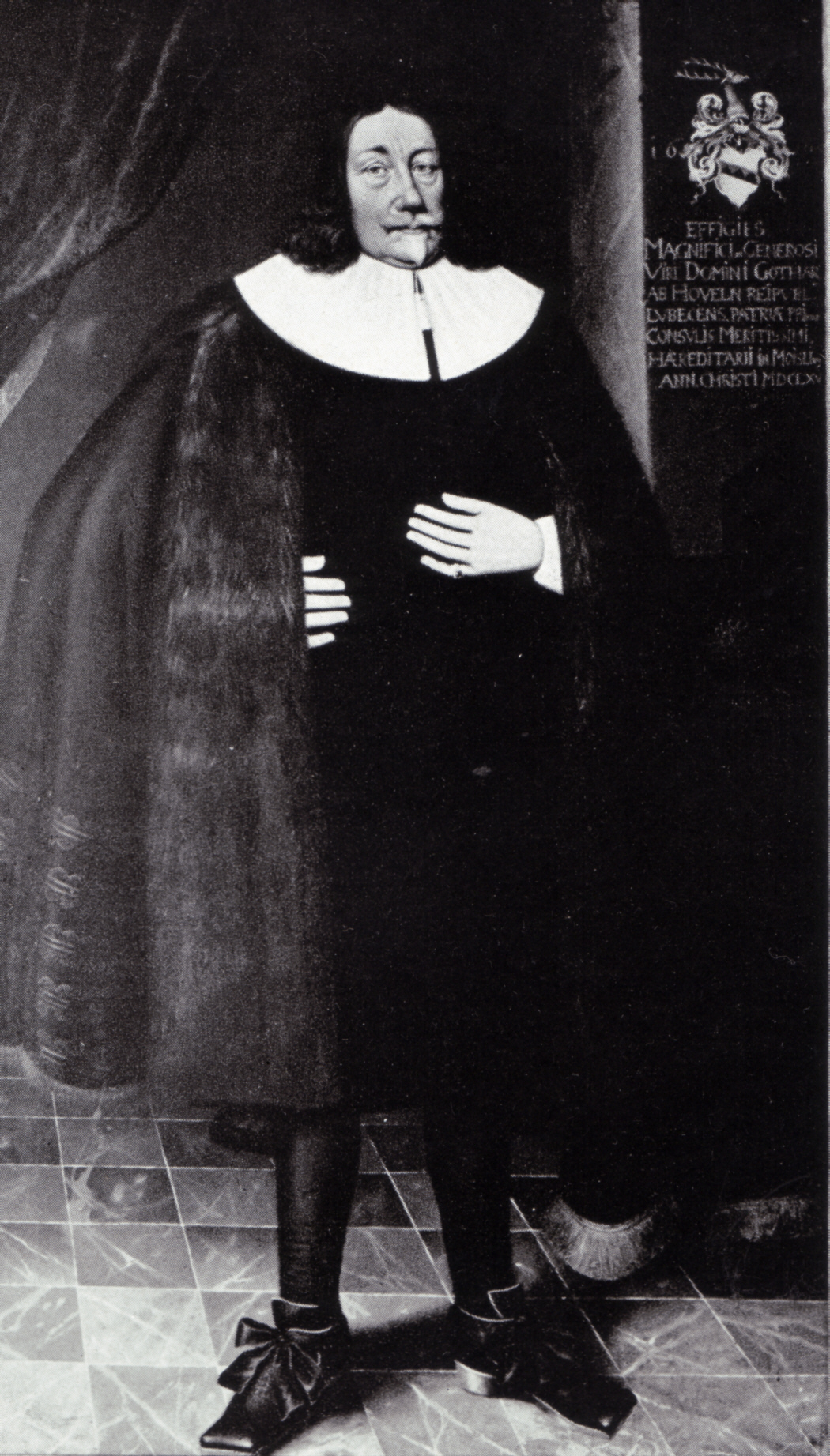
Gotthard von Höveln
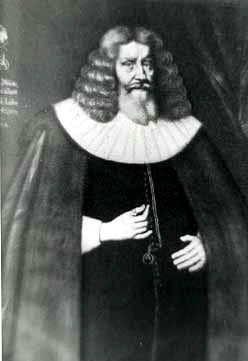
Gottschalk von Wickede

## Syndici
- David Gloxin, seit 1642
- Joachim Carstens, seit 1648
- Martin von Böckel, seit 1648

## Ratsherren
- Johann Marquard, seit 1640, Jurist
- Heinrich Saffe, seit 1644, Jurist
- Gotthard Broemse, seit 1646, Zirkelgesellschaft
- Hieronymus Bilderbeke, seit 1646
- Matthäus Rodde, seit 1646, Spanienfahrer
- Heinrich Kerkring († 1670), seit 1651, musste 1661 wegen Insolvenz resignieren
- Hermann Petersen, seit 1651, Spanische Kollekten
- Peter Isernhagen, seit 1651
- Heinrich Kerkring (1610–1693), seit 1654, Zirkelgesellschaft
- Friedrich von Ploennies, seit 1654, Jurist
- Lucas Stauber, seit 1654, Jurist
- Hermann von Lengerke, seit 1654
- Diedrich von Brömbsen, seit 1659, Zirkelgesellschaft. Ausgetreten aus dem Rat 1669.
- Johann Ritter, seit 1659, Jurist
- Konrad Schinkel, seit 1659
- Matthias Bornefeldt, seit 1659. Mitunterzeichner des Bürgerrezesses 1669.

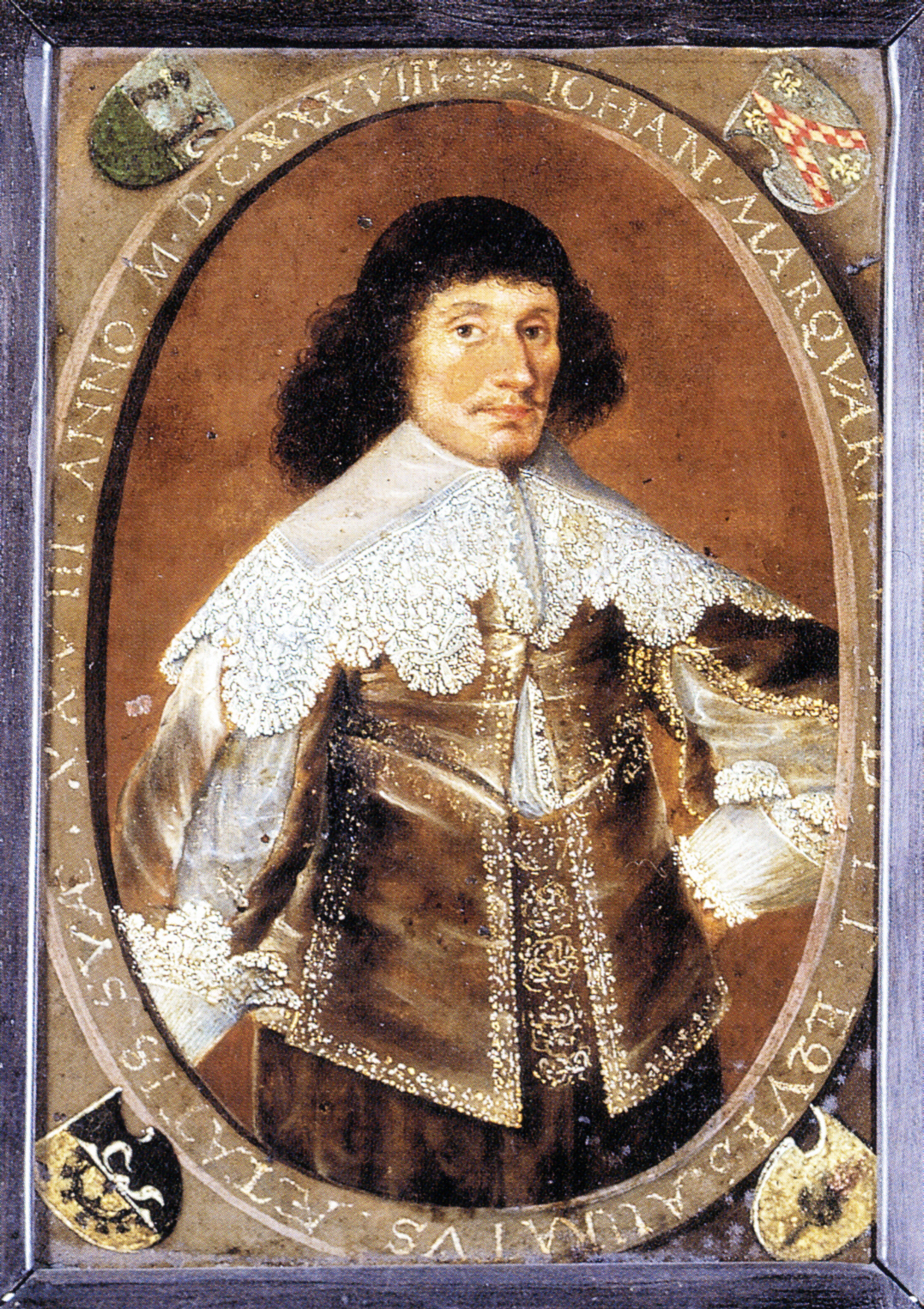
Johann Marquard
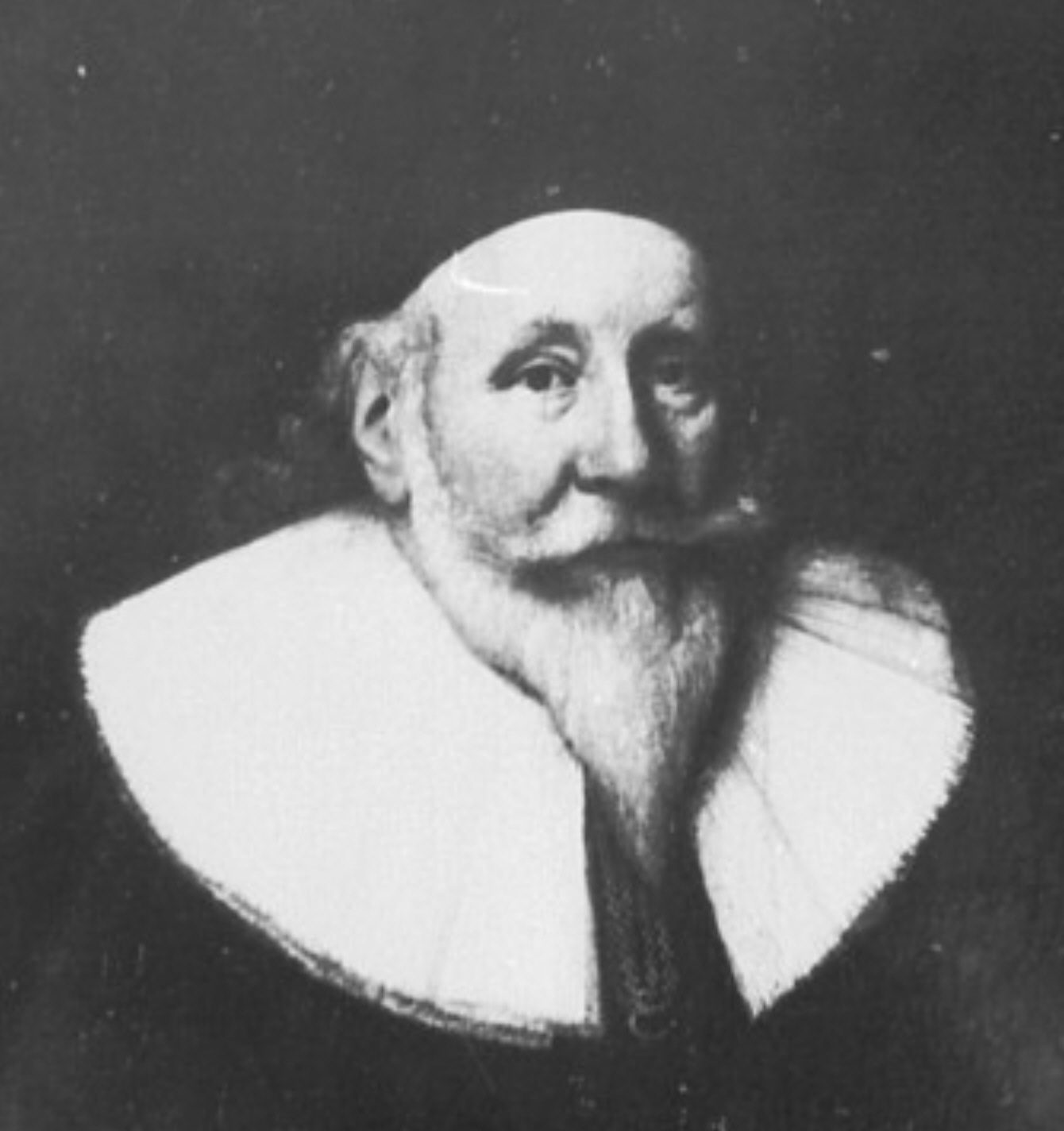
Heinrich Saffe
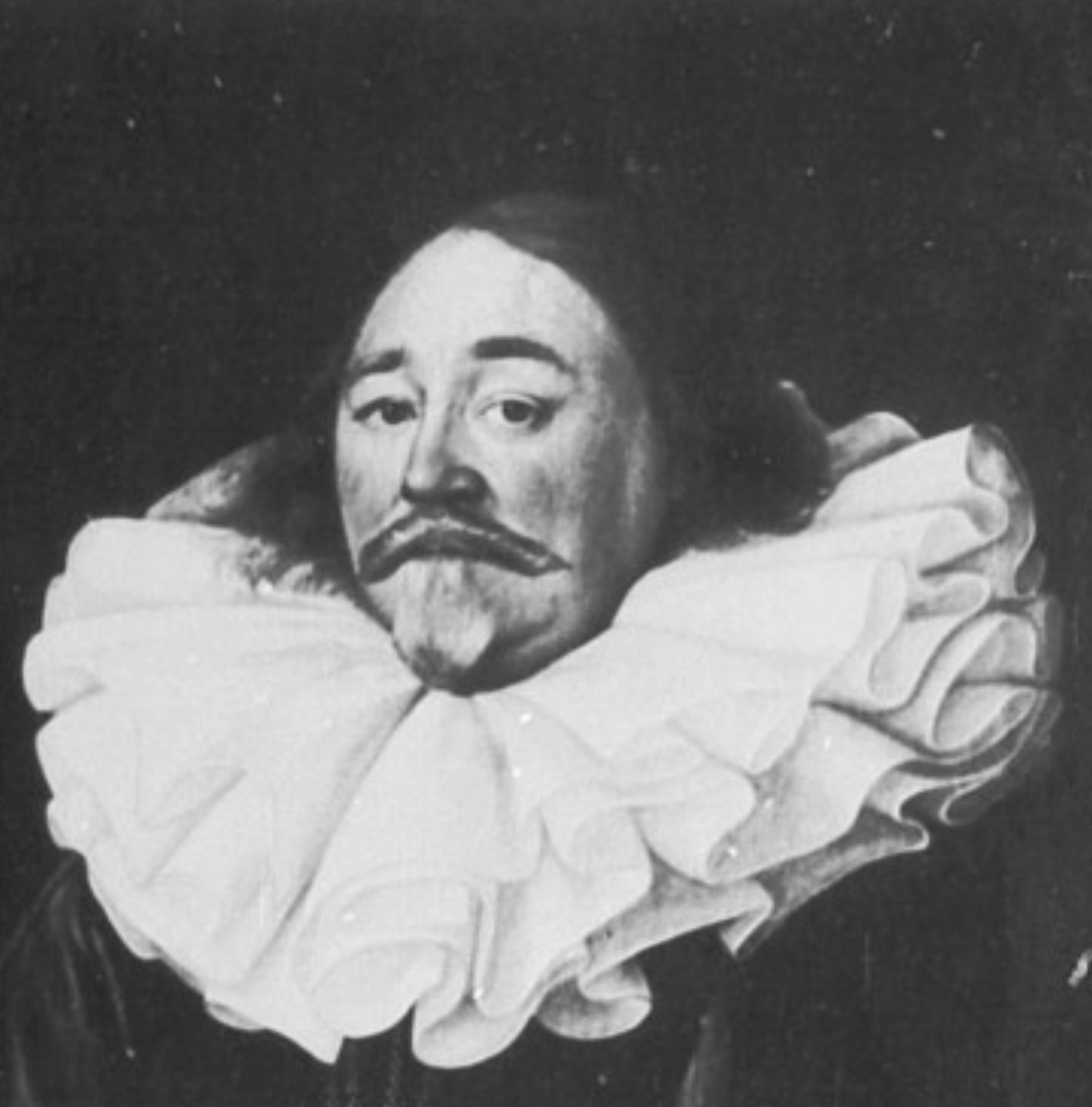
Hieronymus Bilderbeke
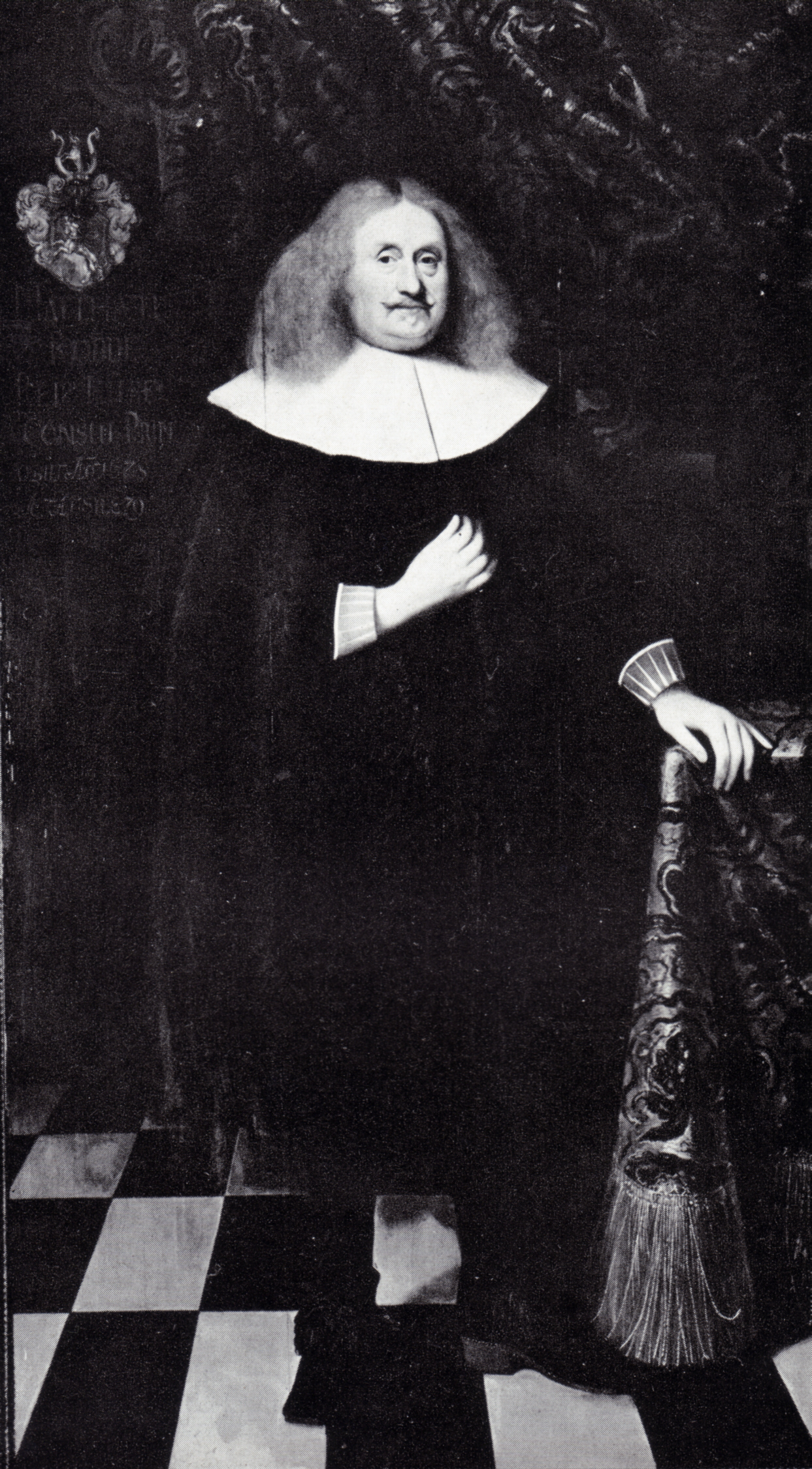
Matthäus Rodde
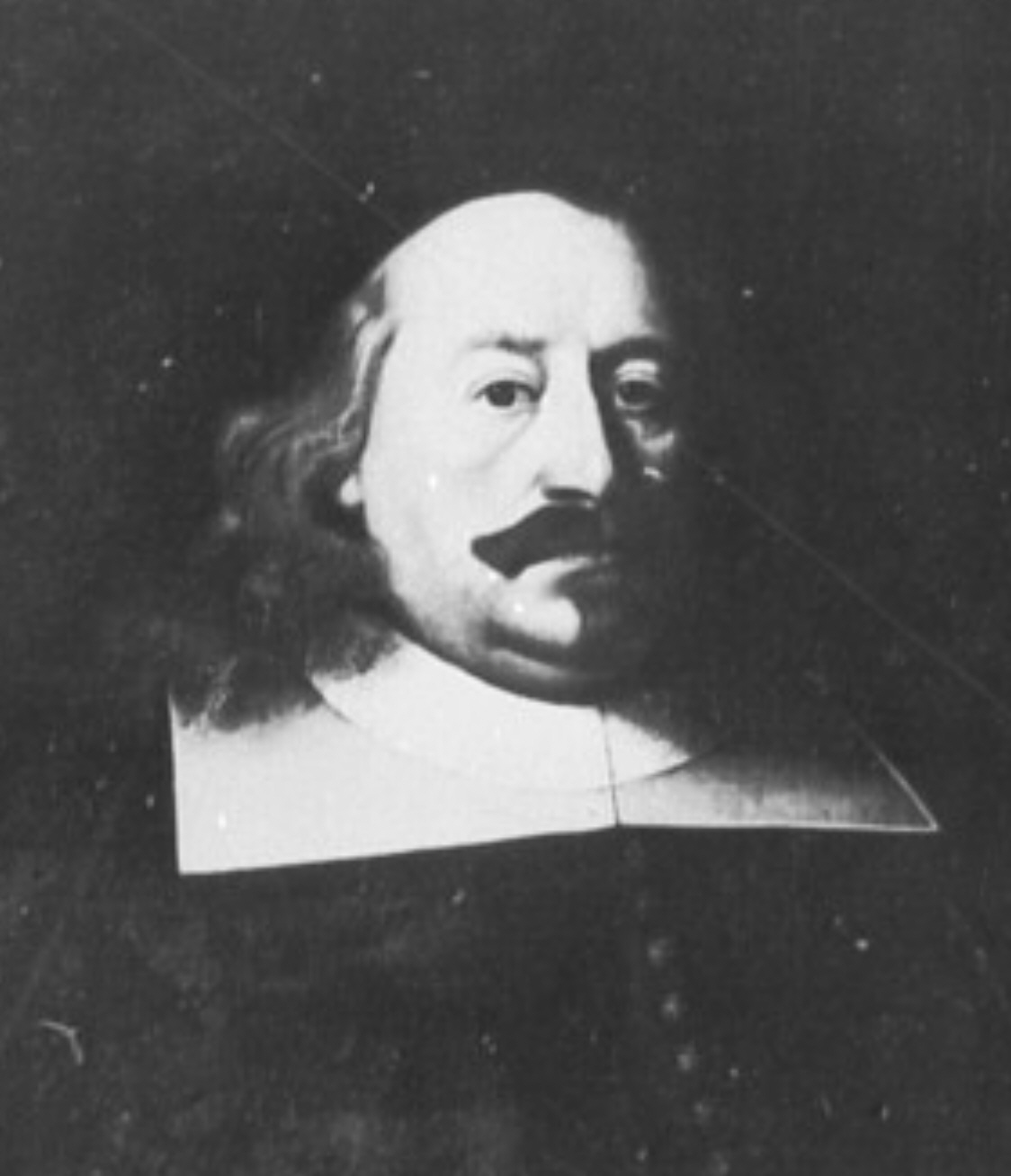
Peter Isernhagen
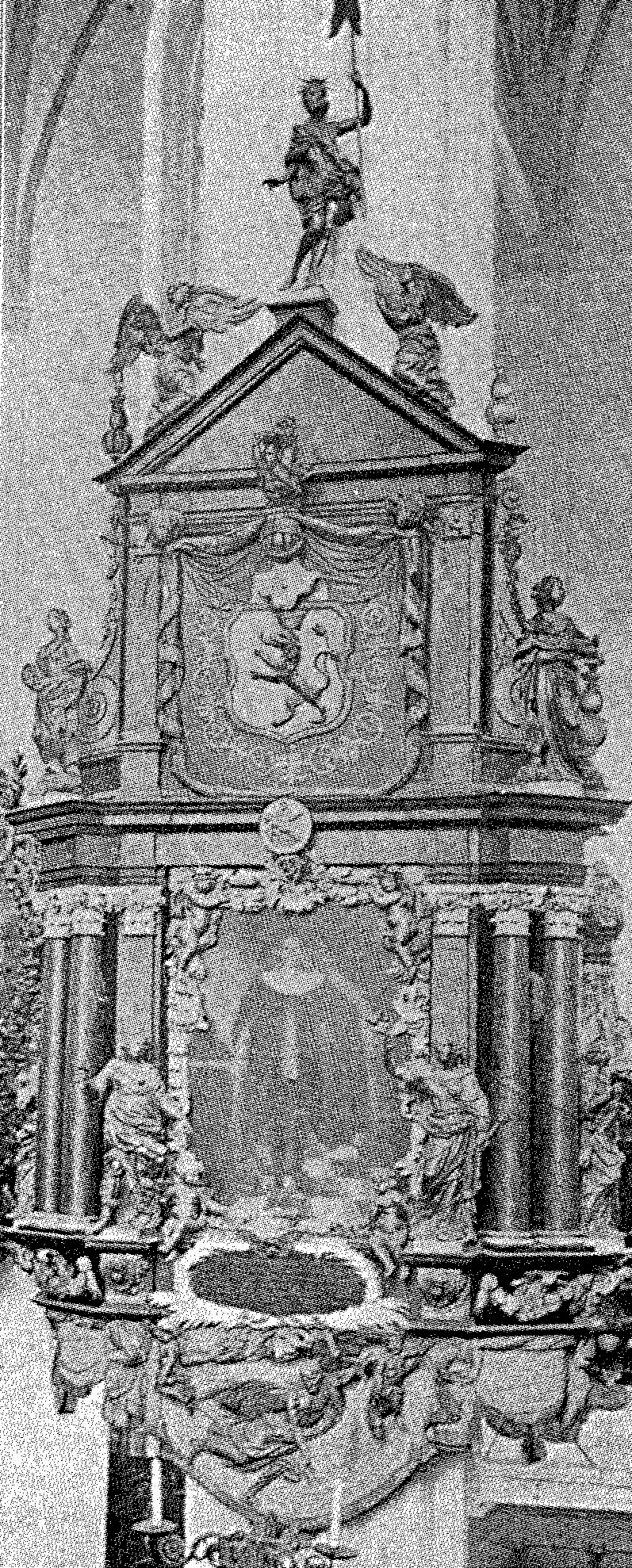
Epitaph Heinrich Kerkring, 1942 zerstört
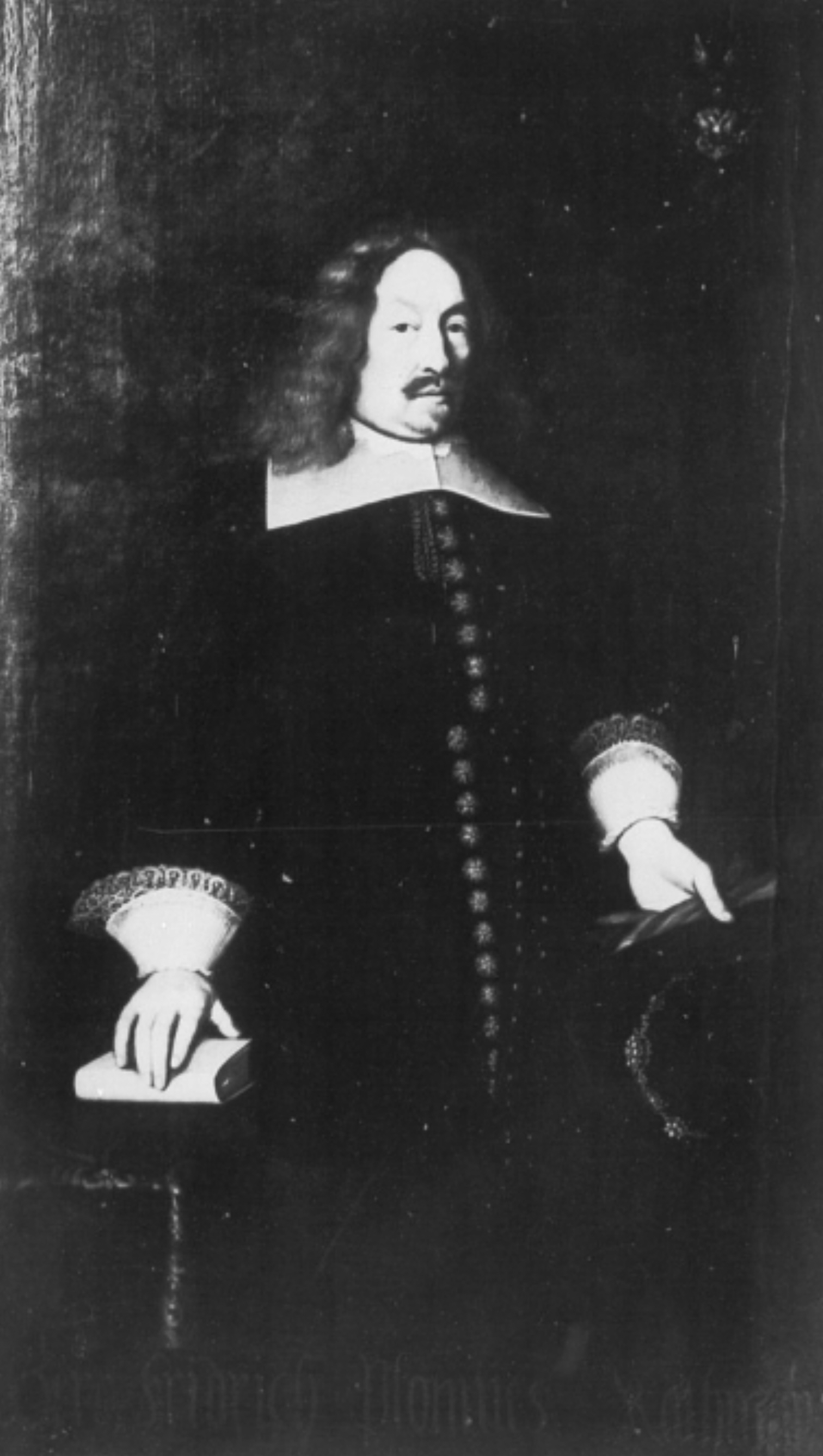
Friedrich Plönnies
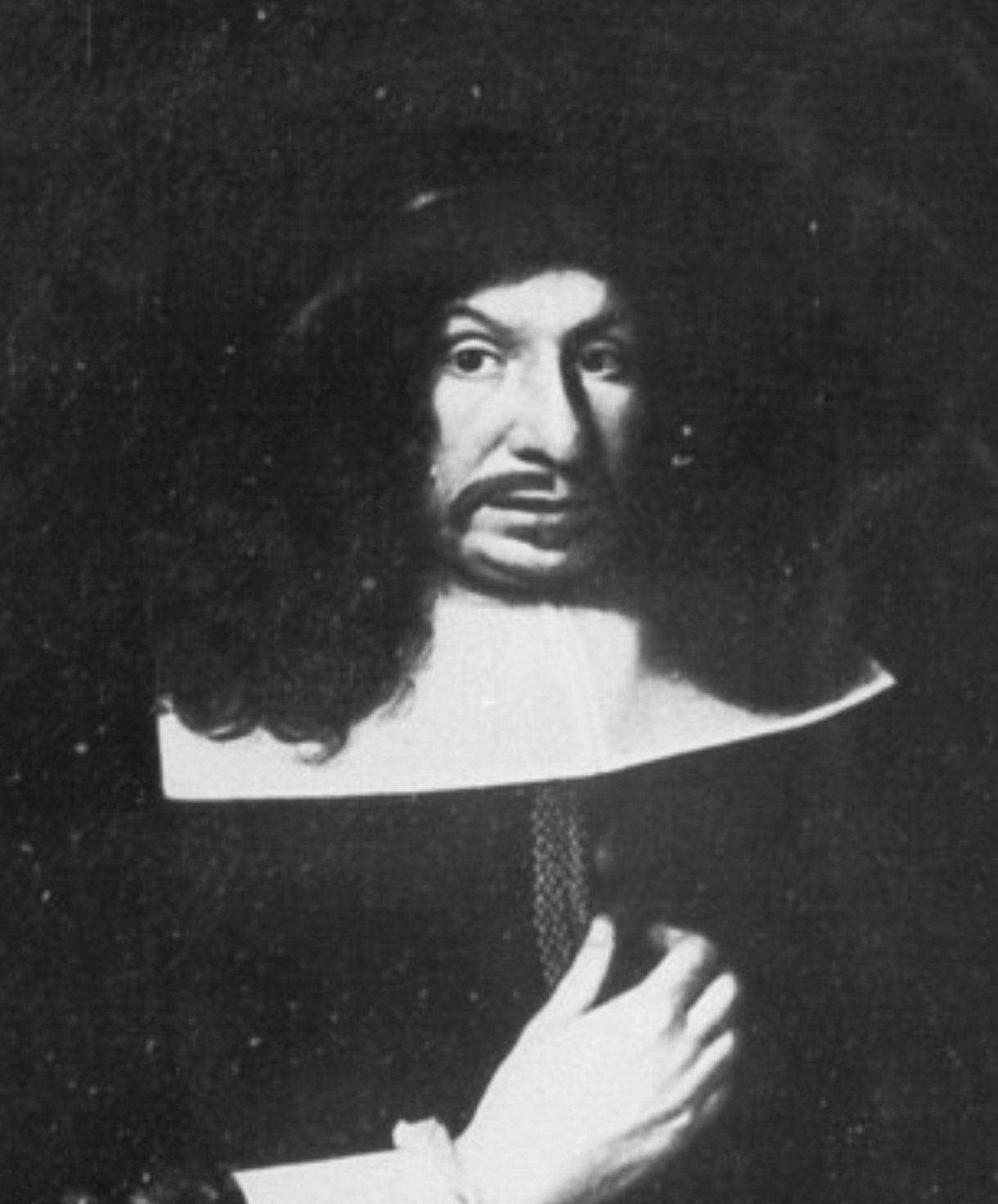
Lucas Stauber
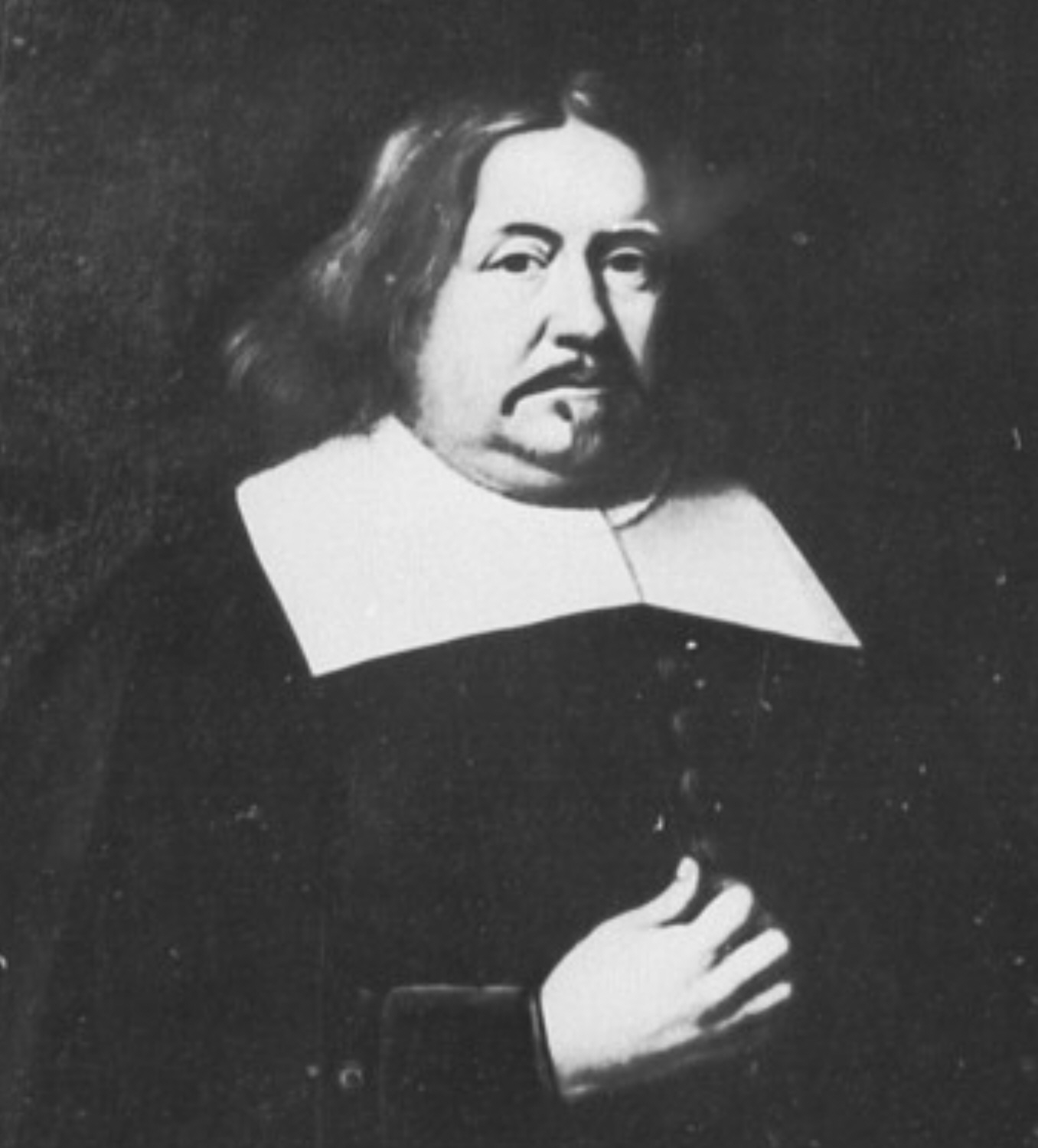
Hermann von Lengerke
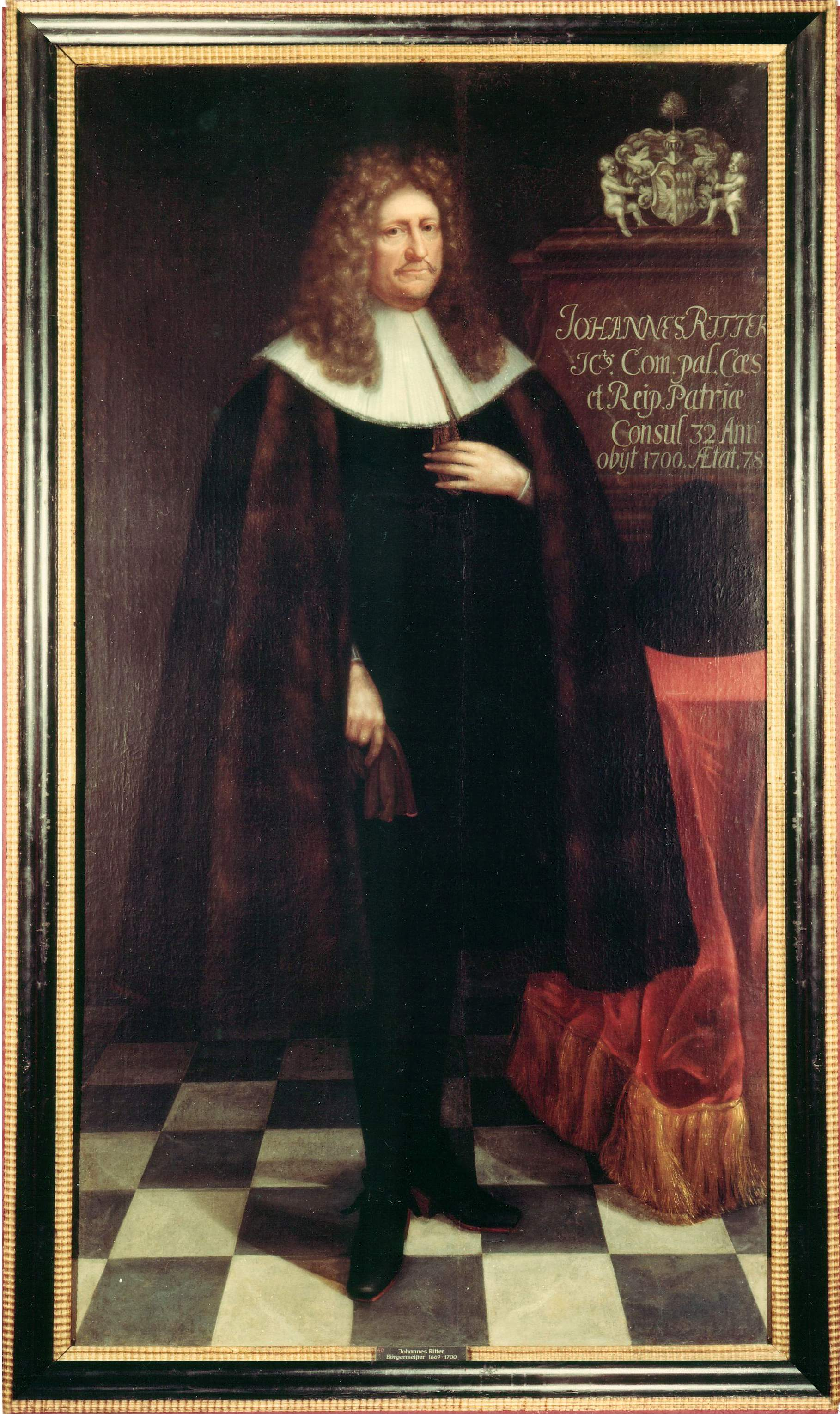
Johann Ritter
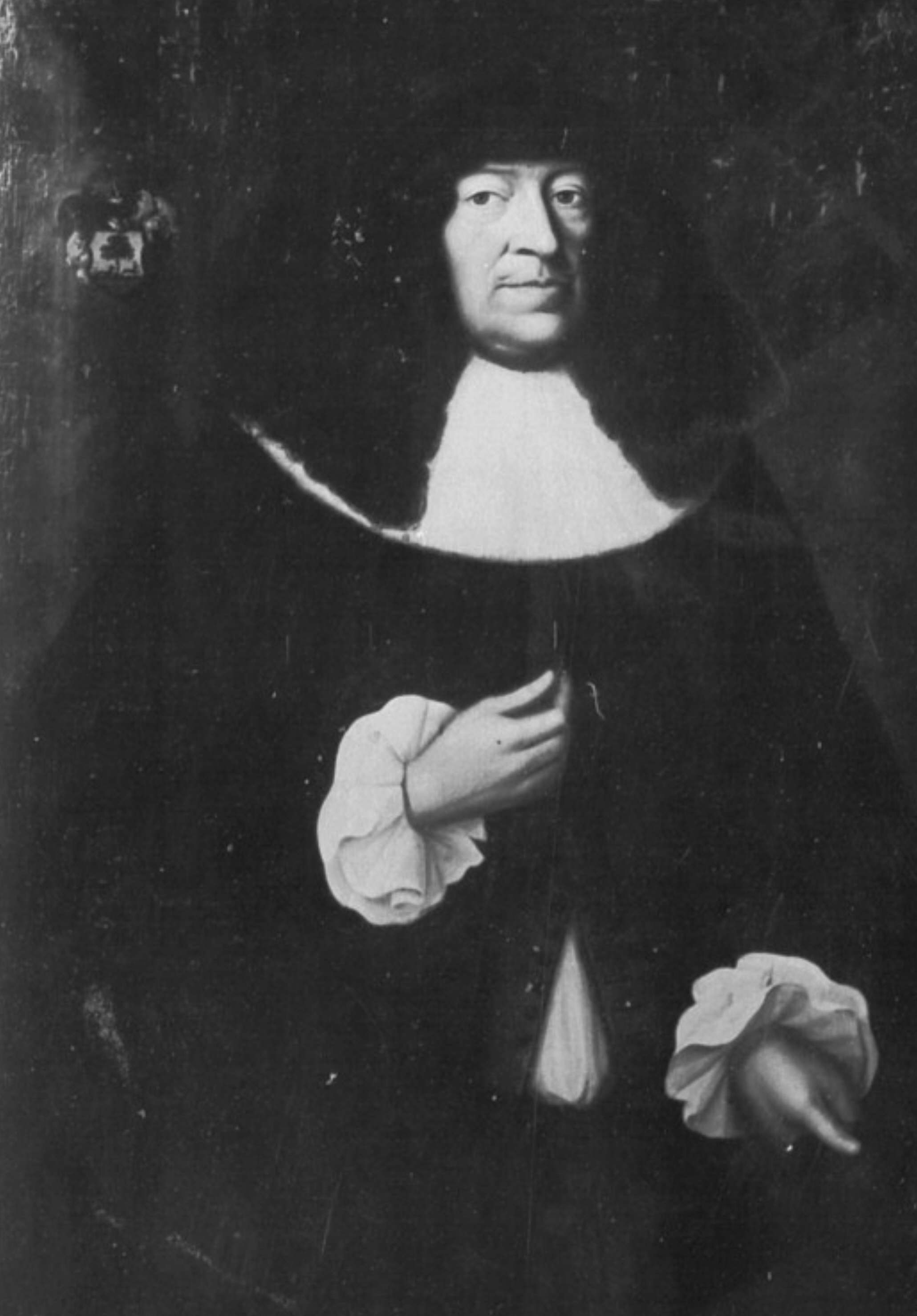
Konrad Schinkel
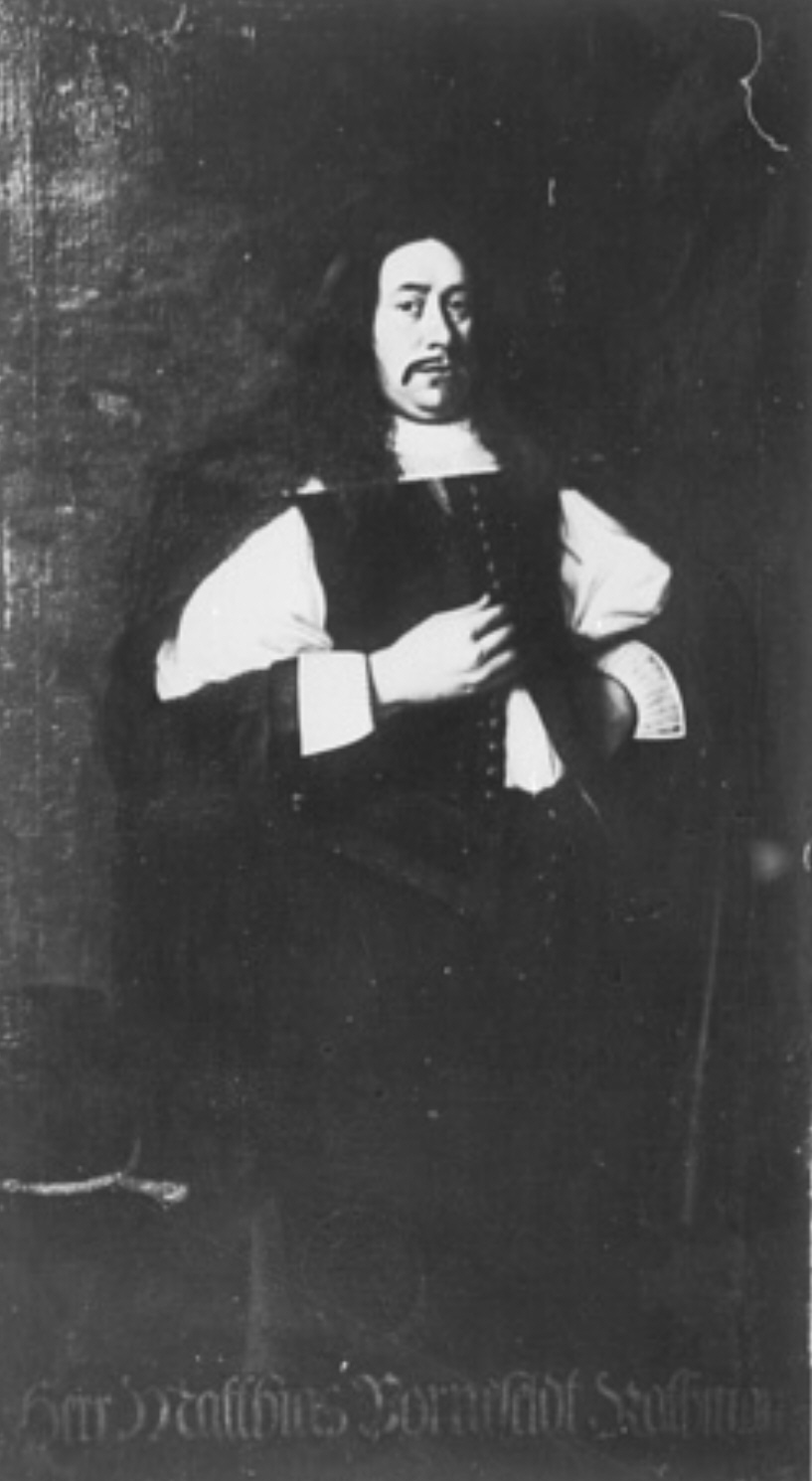
Matthias Bornefeldt

## Ratssekretäre
- Johann Havelandt, seit 1645 (Protonotar)
- Arnold Isselhorst, seit 1650
- Johannes Feldthausen, seit 1657